# Município Bungo
Município Bungo är en kommun i Angola.   Den ligger i provinsen Uíge, i den nordvästra delen av landet, 290 km nordost om huvudstaden Luanda.
I omgivningarna runt Município Bungo växer huvudsakligen savannskog. Runt Município Bungo är det glesbefolkat, med 19 invånare per kvadratkilometer.